# エスクイリーナ門

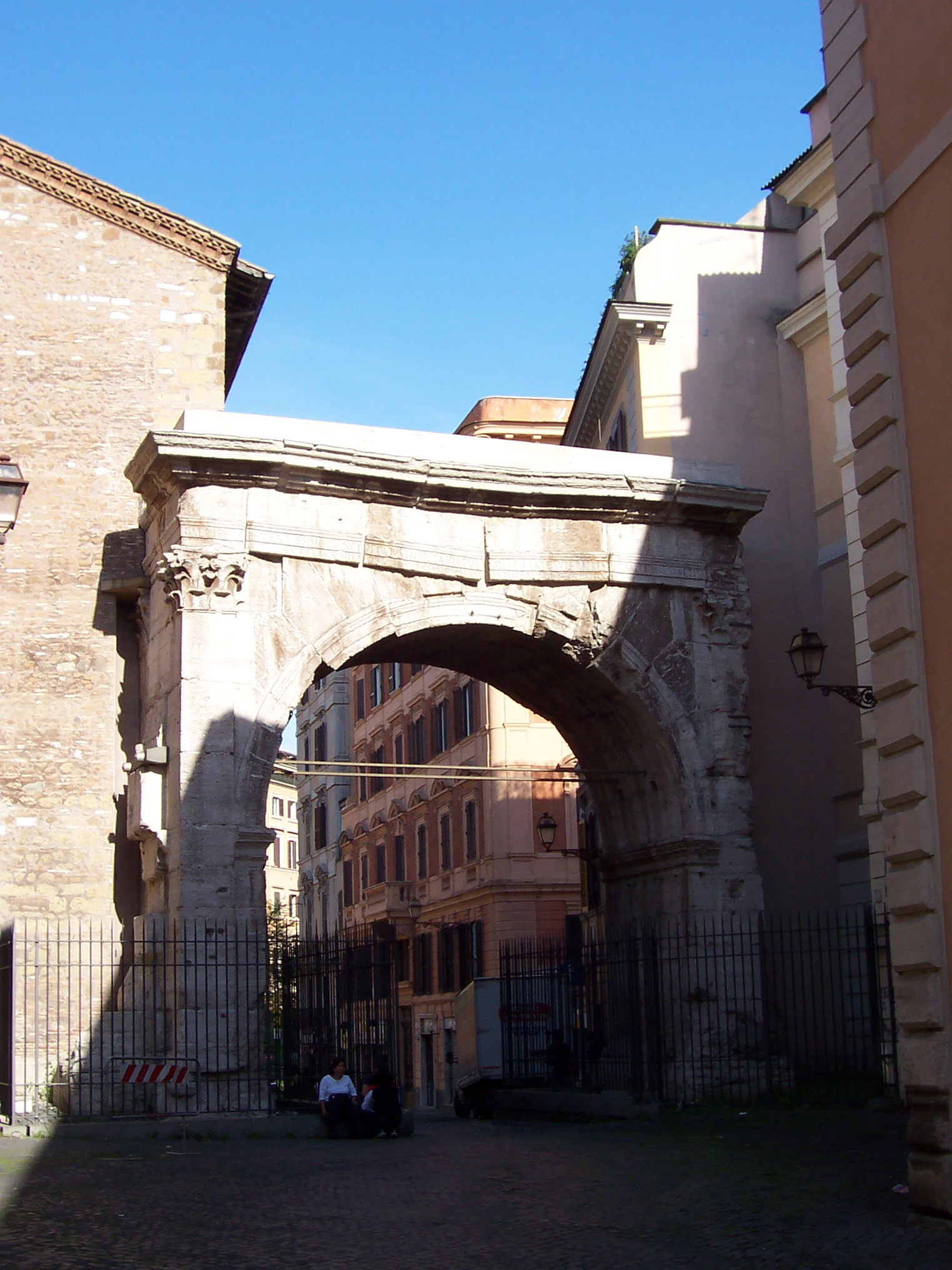
ガッリエヌスの門は、古代のエスクイリーナ門である。

エスクイリーナ門（Porta Esquilina）はセルウィウス城壁にあった城門で、ローマ王セルウィウス・トゥッリウスが建設したといわれていることから、紀元前6世紀に遡る。

## 所在地
エスクイリーナ門はローマ市内とその東側にあるエスクイリーノの丘の間の通過点である。エスクイリーノの丘は共和政ローマ時代にはローマ人の墓地として使われ、その後マエケナス庭園など歴代の皇帝が美しい庭園を造営した。エスクイリーナ門から北側のセルウィウス城壁は特に分厚い防塁になっていた。エスクイリーナ門の南西にはネロのドムス・アウレア、ティトゥス浴場、トラヤヌス浴場といった有名な建築物があった。エスクイリーナ門はラビカナ街道とプラエネスティーナ街道という2つの主要なローマ街道の起点となっているが、これらの街道は外側のアウレリアヌス城壁を出るまでは一本の道である。

## 歴史
ポメリウムの概念が生まれると、ある種の殺人行為をポメリウム内（ローマ市内）では行わないというローマ人の非公式な慣習ができ、古代の著作家のそのような記述にエスクイリーナ門も時折登場している。例えば、キケロによれば Asinus of Larinum の殺人はエスクイリーナ門の外で行われ、タキトゥスによれば占星術師 Publius Marcius は執政官らによってエスクイリーナ門外で処刑された。
エスクイリーナ門はまた、ローマの重要な出入り口として古代の文献で言及されている。ティトゥス・リウィウスによれば、執政官 Valerius はローマ人の領土を脅かしていたエトルリア人の略奪者をおびき出す計画を立てた。Valerius は安全に市内に連れて来られた牛をすべてエスクイリーノ門から外に出すよう命じ、エトルリア人がその牛を略奪するために南下してきたところを一網打尽にすべく待ち伏せさせた。キケロは凱旋行列の偉大さの強調を避けた演説の中で、エスクイリーナ門からローマに入る際に自分の月桂冠を足で踏みにじった様子を語っており、エスクイリーナ門が凱旋行列に使われていたことを示唆している。エスクイリーナ門はスッラのローマ侵攻について書いたプルタルコスの記述にも登場する。スッラはエスクイリーナ門からローマに入るため、その安全を確保すべく一部の隊を先行して送った。しかしガイウス・マリウスは市民を募集し、エスクイリーナ門の上からスッラの軍勢に石やレンガを投げつけさせ、ローマを守ろうとした。
当初エスクイリーナ門は紀元1世紀に建てられた1つのアーチだったが、紀元3世紀には最大高8.8mの3つ並んだアーチ構造となった。3連アーチへの建て替えは紀元262年、皇帝ガッリエヌスを称えるべくエクィテス M. Aurelius Victor がスポンサーとなって行った。しかし考古学的調査によると現存するアーチの周辺にアーチの基礎があることがわかっており、Aurelius Victor が追加したアーチは現存しておらず、もともとのアーチだけが残っているが、これを「ガッリエヌスの門」とも呼んでいる。